# Drino ugandana
Drino ugandana là một loài ruồi trong họ Tachinidae.